# Élection présidentielle kirghize de 2011
Une élection présidentielle s’est tenue au Kirghizistan le 30 octobre 2011. Elle vise à élire un président, le poste étant alors occupée par la présidente par interim Roza Otounbaïeva. Elle est remportée par Almazbek Atambaïev, alors Premier ministre par intérim.